# Kermia albicaudata
Kermia albicaudata é uma espécie de gastrópode do gênero Kermia, pertencente a família Raphitomidae.